# Sony Ericsson Z555
El Sony Ericsson z555 es un teléfono móvil comercializado por Sony Ericsson. Pertenece a la serie Z, la cual tiene la característica de tener un diseño muy moderno en 3 colores. También posee la tecnología Gesture Control, que es la interacción sin tacto. Sólo tienes que pasar la mano sobre el Z555 para silenciar una llamada entrante o detener la alarma.[cita requerida]

## Descripción
El Z555 es un móvil presentado por Sony Ericsson, sigue la pauta de diseño que tanto éxito le ha dado con la serie Z, donde en lugar de la clásica pantalla externa se utiliza el frontal entero para camuflar la información, frontal con tecnología OLED que como se puede observar en las imágenes tiene un diseño estilo diamante.
Otro de los aspectos llamativos del Z555 es el llamado “Gesture Control”, que permite controlar acciones como el silenciado del móvil o de la alarma con sólo mover la mano sobre el terminal.
En cuanto a las características técnicas, el Z555 es bastante sencillo, tribanda GSM con cámara de 1.3 megapíxeles y zum digital 4x, Bluetooth A2DP, USB y radio FM.
La memoria interna es tan sólo de 12MB ampliables por tarjetas M2, pesa 95 gramos y tiene una buena autonomía de hasta 8,4 horas en conversación y 360 en espera.